# Wat Chet Yot

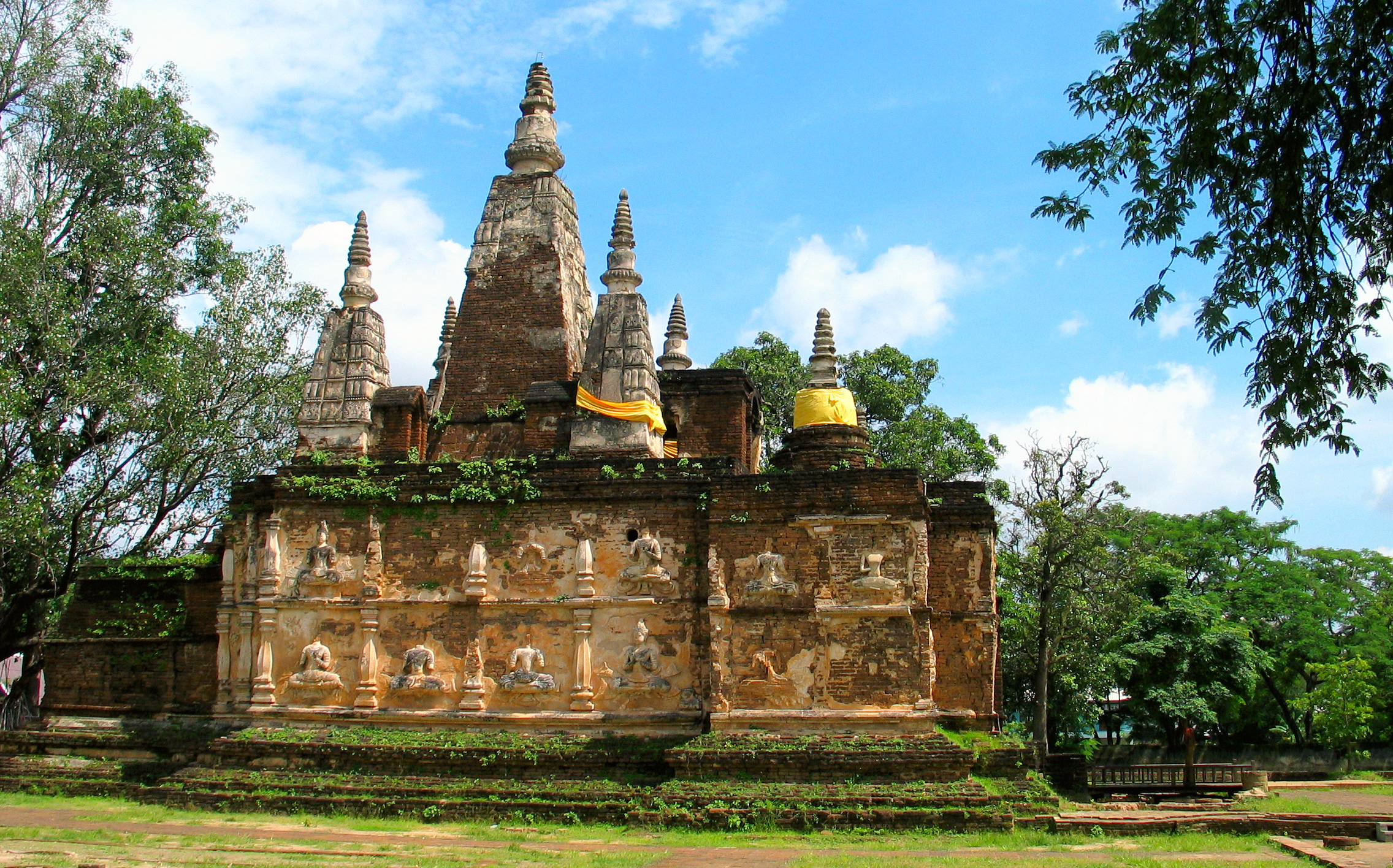
Die Maha Chedi des Wat Chet Yot

Wat Chet Yot (Thai: วัดเจ็ดยอด, ursprünglicher Name: Wat Photharam Maha Wihan – วัดโพธารามมหาวิหาร) ist ein buddhistischer Tempel (Wat) in Chiang Mai in der Nordregion von Thailand.

## Lage
Wat Chet Yot liegt nordwestlich vor der Stadt Chiang Mai am Super Highway Chiang Mai – Lampang („Nationalstraße 11“), nördlich der Kreuzung von Huai-Kaeo- und Nimmanhemin-Straße.

## Baugeschichte
Der Bau des Tempels wurde im Jahr 1455 von König Tilokarat in Auftrag gegeben, nachdem er Mönche nach Bagan geschickt hatte, um das Design des dortigen Mahabodhi-Tempels zu studieren, der wiederum eine Kopie des Mahabodhi-Tempels in Bodhgaya in Nordindien ist.
Nach der Jinakālamālī-Chronik soll der König im Jahr 1455 hier einen Bodhi-Baum gepflanzt und im Jahr 1476 „ein großes Heiligtum in diesem Kloster“ erbaut haben, wohl um die 2000-Jahr-Feier des Buddhismus hier zu begehen. Denn im folgenden Jahr 1477 wurde das Achte Buddhistische Weltkonzil im Wat Chet Yot abgehalten, um die Tripitaka, den buddhistischen Pali-Kanon zu erneuern.

## Tempelstruktur

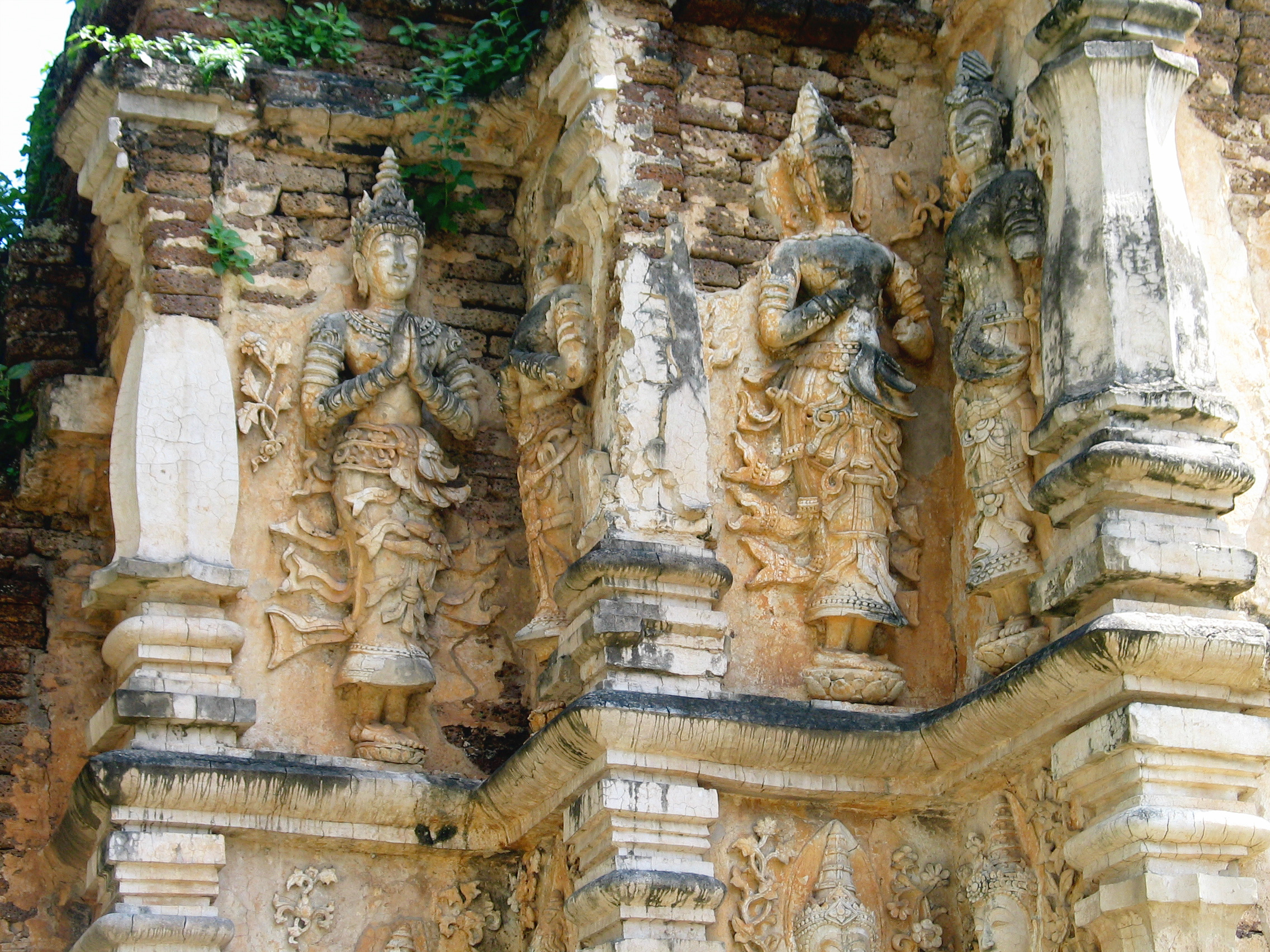
Stuckfiguren am Wihan

### Der Wihan Maha Pho
Die Gestaltung des zentralen Heiligtums, des Wihan Maha Pho (auch: Maha Chedi มหาเจดีย์), ähnelt tatsächlich etwas dem Mahabodhi-Tempel, der indische Stil ist klar zu erkennen. Auf dem flachen Dach des rechteckigen, fensterlosen Gebäudes befinden sich die Sieben Spitzen (Thai: Chet Yot), die dem Tempel den Namen gaben: ein pyramidenartiger Turm mit quadratischer Grundfläche mittig etwas nach hinten versetzt mit vier verkleinerten Versionen an den vier Ecken sowie zwei glockenförmige Chedis vorne auf den beiden kleinen Seitenflügeln.
Innerhalb des Bauwerks befindet sich ein tonnenförmiger Gang, an dessen Ende eine Buddha-Statue sitzt. Rechts und links der Buddha-Figur führt jeweils ein schmaler Treppenaufgang zum Dach. Früher soll ein Bodhi-Baum auf dem Dach gewachsen sein, der jedoch 1910 entfernt wurde, um die Struktur vor dem Einsturz zu bewahren.
An den Außenwänden sind 70, teilweise stark verwitterte Stuck-Reliefs von Thewada, göttlichen Wesen, die in den himmlischen Sphären wohnen sollen. Ihre Gesichter sollen nach Personen aus König Tilokarats Verwandtschaft modelliert worden sein.

### Weitere Gebäude
Auf dem weitläufigen Tempelgelände befinden sich drei weitere Chedis im Lan-Na-Stil (auch: Prasat-Stil): auf einer würfelförmigen Basis mit Alkoven an den vier Seiten, in denen Buddha-Figuren stehen, befindet sich eine glockenförmige Stupa. In der größten der drei Chedis ist die Asche von König Tilokarat beigesetzt.
In der nordöstlichen Ecke des Tempelgeländes steht ein kleiner Ubosot mit einem Giebelfeld aus feiner Holzschnitz-Arbeit.
Im westlichen Teil des Geländes sind einige Buddha-Statuen mit verschiedenen Handhaltungen (Mudra) aufgestellt. Schrifttafeln in Englisch geben dazu Erläuterungen.

Eindrücke vom Tempelgelände
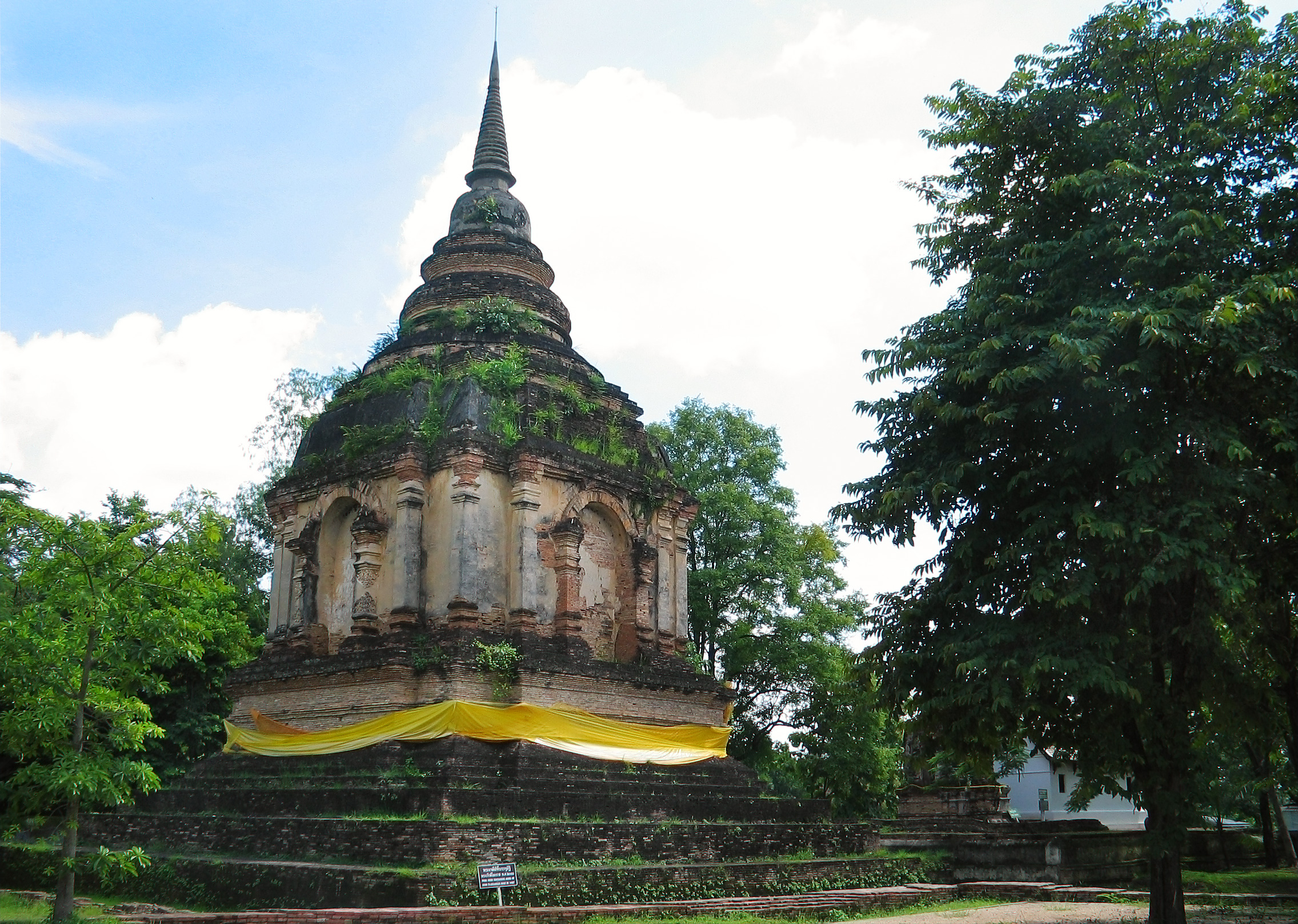
Tilokarat-Chedi
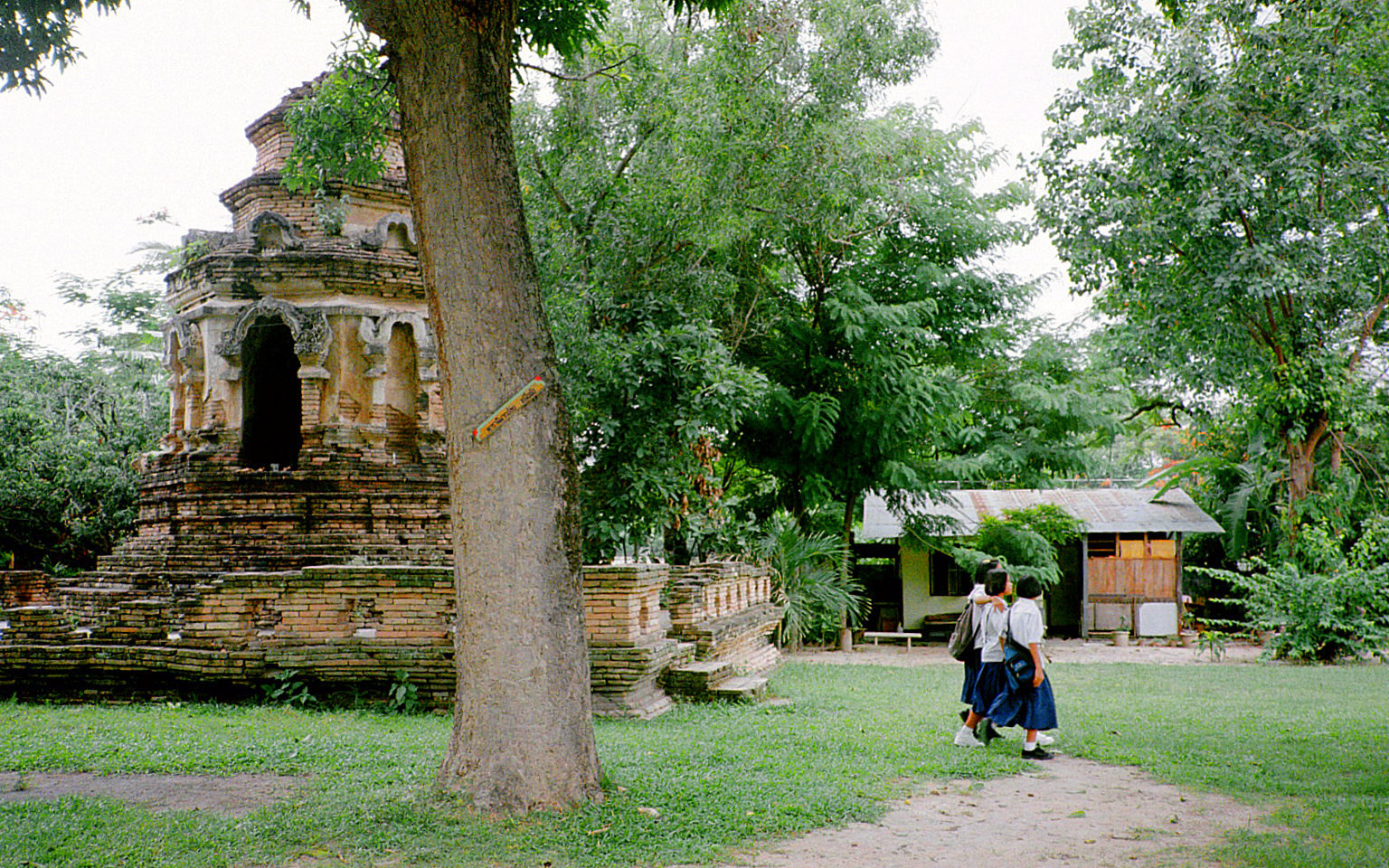
Chedi Animisa
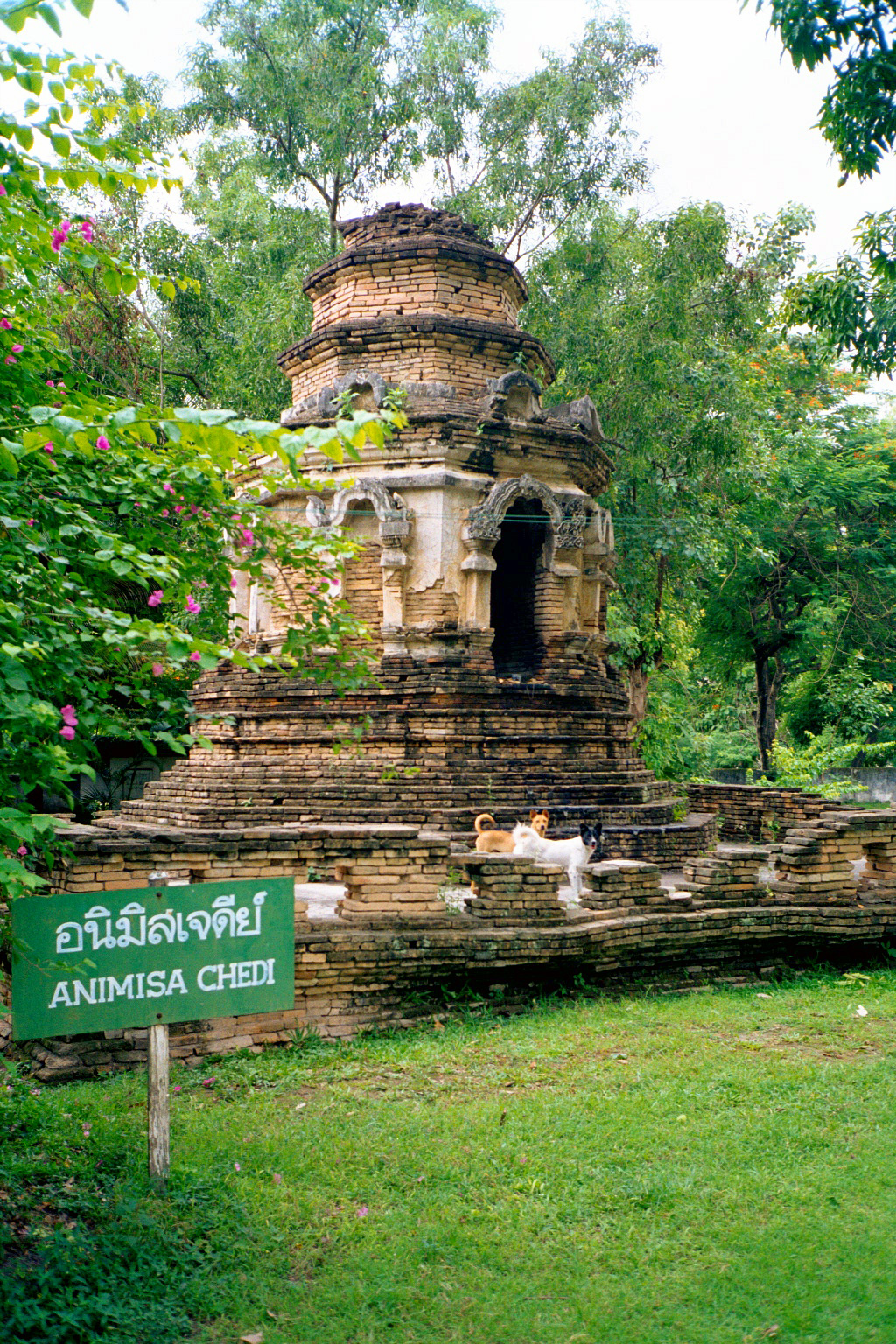
Chedi Animisa
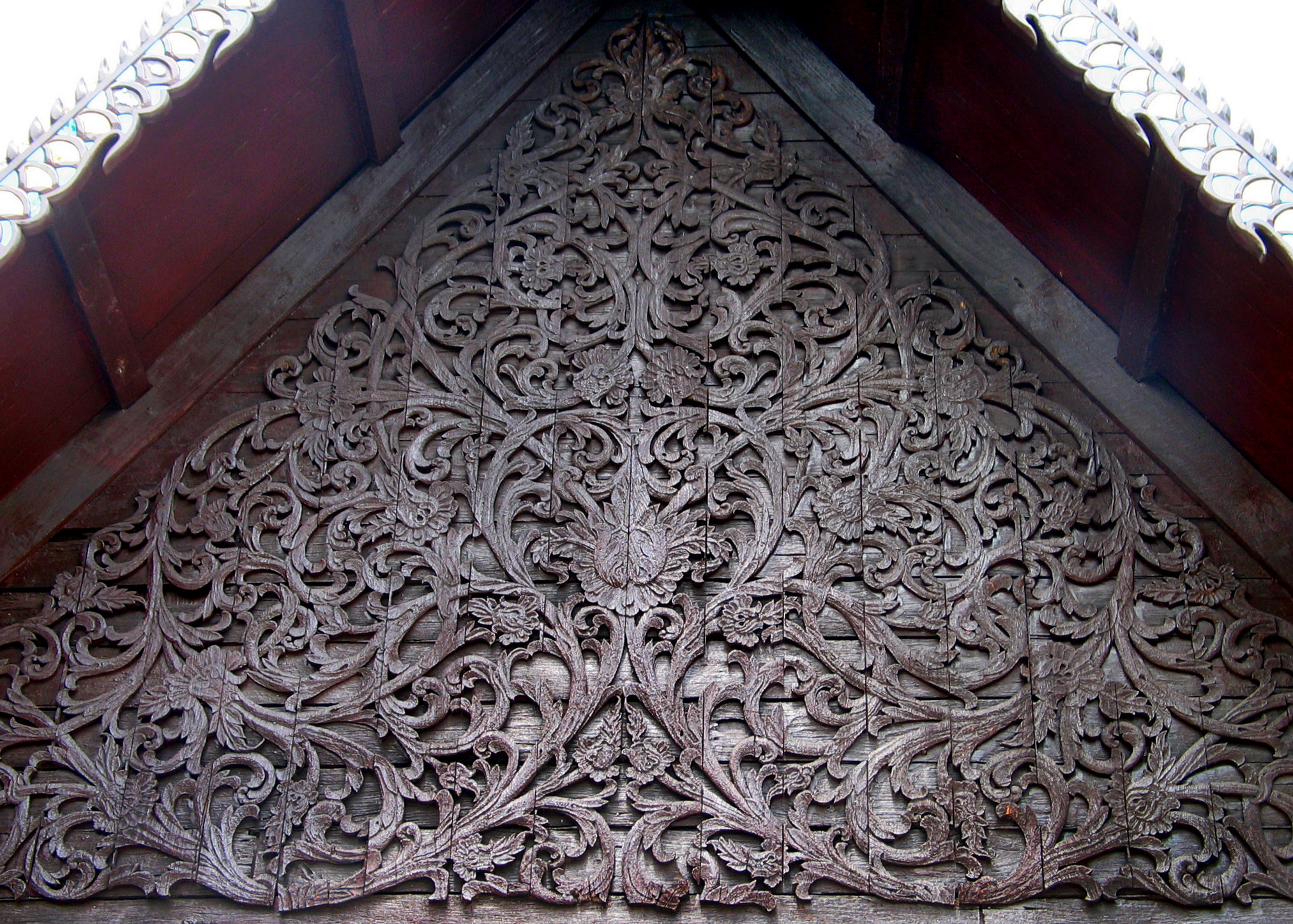
Holzschnitzerei am Giebelbrett des Ubosot

## Wallfahrt
Wat Chet Yot ist auch das Ziel einer Wallfahrt für Menschen, die im Jahr der Schlange geboren wurden.
Eine etwas andere Art der Wallfahrt kann auch hier im Tempel durchgeführt werden, der Besuch der Sieben Großen Stationen (สัตตมาหาสถาน, Satta Mahasathan). Diese Sieben Stationen stehen jeweils für ein Ereignis, das sich nach thailändischen buddhistischen Legenden direkt nach der Erleuchtung des Buddha zugetragen haben soll. Sie werden an wichtigen buddhistischen Feiertagen – wie zum Beispiel dem Visakha-Bucha-Feiertag – der Reihe nach besucht.
Eine ähnliche Anlage der Sieben Großen Stationen befindet sich in mehreren thailändischen Tempeln, wie zum Beispiel im Wat Suthat in Bangkok.
Die Sieben Großen Stationen des Wat Chet Yot sollen bereits von König Tilokarat angelegt worden sein. Der König baute für jede Station eine kleine Chedi auf dem Tempelgelände. In jeder Chedi befand sich eine Buddha-Statue mit einer bestimmten Handhaltung (Mudra), die zu der  jeweiligen Station passte. Von den meisten ist jedoch heute nur noch das Fundament zu sehen, auch der Teich im Osten der Anlage ist noch zu sehen.
1. Bodhi-Thron (Phot Banlang – โพธิ์บัลลังก์) – hier meditierte der zukünftige Buddha nach Osten blickend.
2. Anschließend soll der Buddha eine Woche lang nordöstlich vor dem Bodhi-Baum gestanden und ihn angesehen haben. Diese Station wird „Animisa Chedi“ (อนิมมิสเจดีย์) genannt, weil er „ohne zu blinzeln“ dort gestanden haben soll.
3. Rattana Chong Krom Chedi (รัตนจงกรมเจดีย์) – nachdem er dem Bodhi-Baum seinen Respekt bezeugt hatte, ging er zu der Stelle, wo er nach sieben Tagen die Erleuchtung erlangt hatte. Hier übte er sich in Geh-Meditation.
4. Rattanakhara Chedi (รตนฆรเจดีย์) – in der vierten Woche nach der Erleuchtung bauten ihm die Devas nordwestlich des Bodhi-Baumes ein Haus aus Kristall. Hier verbrachte der Buddha sieben Tage und sann über Abhidhamma nach.
5. Achapalnikhroth Chedi (อชปาลนิโครธเจดีย์) – sie liegt östlich des Bodhi-Baumes. Eine Woche nach Erlangung der Erleuchtung praktizierte der Buddha sieben Tage lang unter dem Achapalnikroth-Baum (Banyan-Baum, ไม้นิโครธ oder ต้นไทร) Meditation.
6. Muchalintha Chedi (มุจจลินทเจดีย์) – nachdem er den Banyan-Baum verlassen hatte, begab sich der Buddha in der sechsten Woche zum Muchalin-Baum (Barringtonia, ไม้จิก) südöstlich des Bodhi-Baumes, wo er sich sieben Tage lang am Glück seiner Erleuchtung erfreute. Andere Quellen legen diese Station an den kleinen Teich im Osten, wo der König der Nagas seine sieben Köpfe über dem Buddha ausbreitete, um ihn vor einem Sturm zu schützen.[1]
7. Ratchayatana Chedi (ราชายตนเจดีย์) – nachdem er sieben Tage die Freude der Erleuchtung genossen hatte, begab sich der Buddha zum Ratchayatana-Baum (ไม้เกด), der sich südlich des Bodhi-Baumes befand. Hier erschien ihm am Morgen der Wächter der Vier Himmelsrichtungen und bot ihm eine Olive an. Der Buddha verbrachte sieben weitere Tage unter dem Ratchayatana-Baum. Andere Quellen sprechen vom Gott Indra, der dem Buddha eine „Myrobalan-Frucht“ überreicht.[1]